# Battista di Biagio Sanguigni

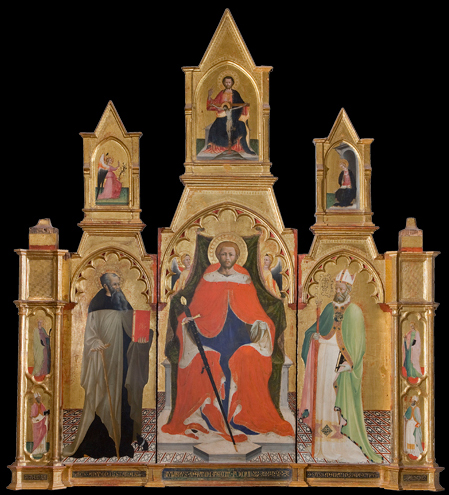
Saint Julien trônant

Battista di Biagio Sanguigni (1393  - 1451), est un peintre et un miniaturiste italien  du gothique international pendant la pré-Renaissance, qui a été actif à Florence. Il est identifié au maître anonyme appelé Maître de 1419.

## Biographie

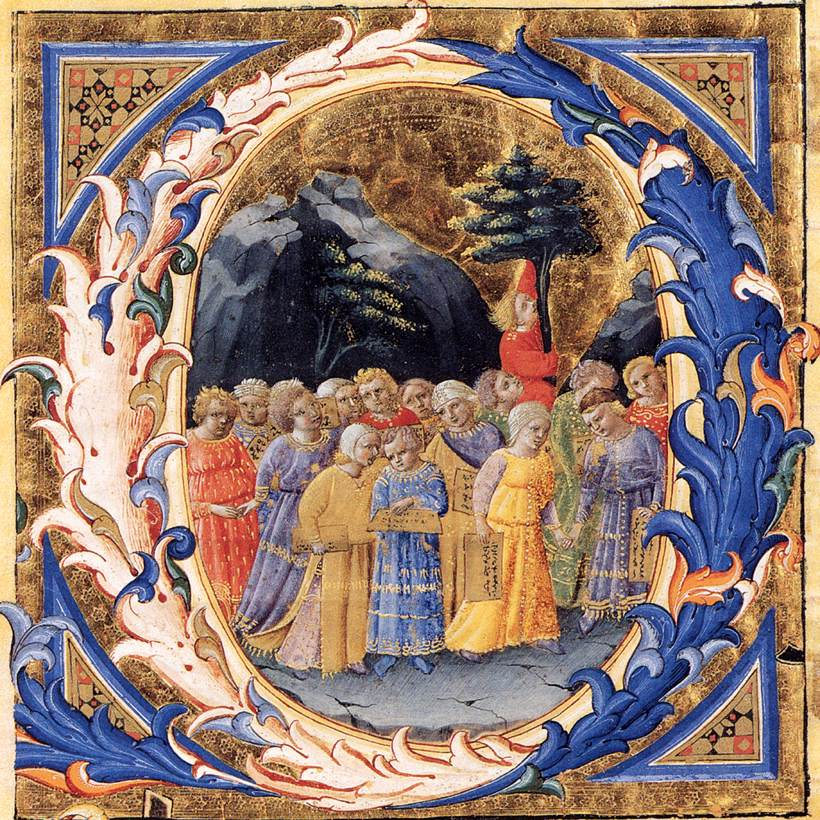
Lettrine historiée d'un antiphonaire (v. 1419).

En 1417 Battista di Biagio Sanguigni, qui travaille avec l'atelier de Lorenzo Monaco, parraine, le 31 octobre, Fra Angelico (auparavant peintre indépendant et son premier collaborateur reconnu), comme « Guido di Pietro, peintre de la paroisse San Michele Visdomoni » auprès de la confrérie des flagellants de San Niccolò di Bari, à laquelle il appartient. 
Il est aussi identifié au Maître de 1419, pour une Madonna (conservée aujourd'hui au musée de Cleveland), panneau central  d'un triptyque peint pour Santa Maria a Latera, qui lui est attribuée.
Il a su mêler les éléments de la peinture  gothique et les innovations de la pré-Renaissance en introduisant, par exemple, de la perspective dans les trônes des madones.
Zanobi Strozzi fut l'un de ses élèves.

## Œuvres

### Enluminures
- Hymnaire, destiné au couvent augustinien de Santa Catarina à San Gaggio (en), 1432, Musée national San Marco, Ms.10074
- Antiphonaire, destiné au couvent augustinien de Santa Catarina à San Gaggio (en), 1432, Musée national San Marco, Ms.10073
- Capitoli della compagnia della Purificazione, 1447, localisation inconnue.

### Comme Maître de 1419
- Madonna, panneau central d'un triptyque dispersé pour Santa Maria a Latera, près de Cavallina ; conservée au Cleveland Museum of Art (daté et signé « Peint pour le repos de l'âme d'Antonio di Domenicho Giugni, an 1419. »)[2]
- Saint-Julien trônant, tempera sur bois, cathédrale San Gimignano
- Madone de l'humilité, Ackland Art Museum at the University of North Carolina[3]